# Peix d'argent
El peix de plata, el moixó, el peix d'argent o el xaclet (Argentina sphyraena) és una espècie de peix de la família dels argentínids i relativament comuna a les costes dels Països Catalans.

## Noms populars
joell, lluer, moixonet, passamar, passamaret, peix argent, peix rei, peix sense sang, peixorell, plateret, rei, i els barbarismes platero i polido.

## Morfologia
- Fa un màxim de 35 cm de llargària total, tot i que el més normal és que en faci 20.
- Cos allargassat i esvelt.
- Cap allargat i rostre agut.
- Boca petita.
- Ulls molt grossos.
- Presenta la llengua munida de dents per tot el voltant.
- Dues aletes dorsals (la segona adiposa i petitíssima).
- Les aletes ventrals estan al mateix nivell que la base de la primera aleta dorsal.
- Les aletes pectorals es troben molt baixes en el flanc.
- Té entre 52 i 58 escates en la línia lateral.
- El seu dors és de color verd clar i els flancs són més clars amb una franja platejada lluminosa. El ventre és blanc platejat. La línia lateral està remarcada de negre.[6][7][8][9][10]

## Reproducció
A la Mediterrània es reprodueix del febrer a l'abril, a l'Atlàntic del maig al juliol, i a la Mar Cantàbrica la fresa s'esdevé entre el març i l'abril. Té lloc a la plataforma continental, és pelàgica i els ous tenen un període d'incubació de menys d'una setmana. Les larves són flotants però acaben per anar al fons marí. Assoleix la maduresa sexual en arribar a una longitud de 12–13 cm.

## Alimentació
Menja organismes bentònics, preferentment crustacis, anèl·lids, musclos, alguns invertebrats pelàgics i peixos.

## Depredadors
A Portugal és depredat per Merluccius merluccius, el verat (Scomber scombrus), el gall de Sant Pere (Zeus faber) i Chelidonichthys gurnardus; a l'Estat espanyol per Ophichthus rufus, i a Irlanda per Loligo forbesi.

## Hàbitat
És un peix marí que es troba entre 50 i 700 m de fondària.

## Distribució geogràfica
Es troba a l'Atlàntic oriental (des del nord de Noruega fins al Sàhara Occidental, incloent-hi el sud d'Islàndia, les illes Fèroe i les illes Shetland) i la Mediterrània occidental.

## Longevitat
La seua esperança de vida és de 16 anys.

## Costums
Viu en moles que neden entre dues aigües.

## Ús comercial
És de carn exquisida, però poc consumida i no té gaire valor econòmic. D'un temps ençà s'han engegat diverses campanyes publicitàries per incrementar-ne el consum a l'Estat espanyol.

## Observacions
- Les seues escates argentines i la guanina de la seua bufeta natatòria són emprades per a cobrir l'interior de petites esferes de vidre, les quals adquireixen així una brillantor com la de les perles.[55][56]
- És inofensiu per als humans.[14]